# City of Death
City of Death ist der 105. Handlungsstrang der britischen Science-Fiction-Fernsehserie Doctor Who. Er besteht aus 4 Episoden, die zwischen dem 29. September 1979 und dem 20. Oktober 1979 ausgestrahlt wurden.

## Handlung
Im Paris des Jahres 1979 erleben der Doktor und seine Begleiterin Romana die Auswirkungen einer Zeitverzerrung, welche ihren Ursprung im Louvre zu haben scheint. Dort angekommen beobachten die beiden, wie eine Frau mit einer außerirdischen Maschine das Sicherheitssystem der Mona Lisa scannt. Von Inspektor Duggan erfahren die beiden, dass es sich bei der Dame um die Frau des Grafen Carlos Scarlioni handelt, und dass sie schon länger von ihm beschattet wird, da er vermutet, dass das Ehepaar Scarlioni in Kunstdiebstähle verwickelt ist. Zusammen mit Inspektor Duggan begeben sich der Doktor und Romana zum Anwesen der Scarlionis und finden im Kellergewölbe diverse Apparate, die anscheinend für Experimente mit der Zeit verwendet wurden, wie auch 6 weitere Mona Lisas, die alle einer bis ins kleinste Detail ähneln. Der Doktor beschließt, seinen guten Freund Leonardo in der Vergangenheit zu besuchen, um herauszufinden, ob dieser etwas mit den Kopien der Mona Lisa zu tun hat; Romana und Duggan bleiben im Anwesen zurück, um weiter nachzuforschen, was die Scarlionis vorhaben. Nachdem der Doktor in der TARDIS verschwunden ist, kehrt Graf Scarlioni zusammen mit einer weiteren Mona Lisa zum Anwesen zurück und nimmt Romana und Duggan gefangen. Als Scarlioni erfährt, dass sich Romana mit Zeitreisen auszukennen scheint, tötet er seinen bisherigen Wissenschaftler und zwingt sie, seine Arbeit fortzusetzen.
In der Vergangenheit angekommen wird der Doktor in Leonardos Werkstatt von Tancredi, welcher Carlos Scarlioni zum Verwechseln ähnelt, festgenommen und erfährt, dass dieser in Wirklichkeit Scaroth ist, der Letzte der Jagaroth. Er landete zusammen mit den anderen Jagaroth vor über 400 Millionen Jahren auf der Erde; doch während seine Artgenossen bei der Explosion ihres Transporters getötet wurden, wurde Scaroth in unzählige Fragmente aufgeteilt und in verschiedenen Zeitaltern auf der Erde verstreut. Nun hat er Leonardo da Vinci angeheuert, um 7 identische Bilder zu malen, damit diese in der Zukunft von seinem andere Fragment, Carlos Scarlioni, verkauft werden können und dieser seine Zeitforschung fortsetzen kann. Nachdem der Doktor dies erfahren hat, gelingt ihm die Flucht vor Tancredi zurück in die TARDIS, und er eilt zu Romana und Duggan ins Jahr 1979.

Dort angekommen, erfährt der Doktor, dass Graf Scarlioni plant, ganz Paris zu zerstören, wenn Romana seine Zeitmaschine nicht fertigstellt; denn der Graf möchte zurück an den Punkt reisen, bevor sein Transporter explodiert und sein ganzes Volk ausgelöscht wird. Bevor sich der Doktor aber ins Geschehen einmischen kann, stellt Romana die Maschine fertig und Scarlioni reist zurück in der Zeit. Nachdem der Graf verschwunden ist, beginnt die Realität, sich langsam aufzulösen, da Scaroths Fragmente an der Entwicklung der Zivilisation der Erde beteiligt waren – ohne sie hat es die Menschheit nie gegeben. Der Doktor, Romana und Duggan schaffen es gerade so zurück in die TARDIS und begeben sich ebenfalls zurück in der Zeit. 400 Millionen Jahre in der Vergangenheit können die Drei Scarlioni überwältigen, bevor er die Vernichtung des Transporters abwenden kann, und reisen zurück in die wiederhergestellte Gegenwart. Dort angekommen, wird Scarlioni von seinem Leibwächter angegriffen und gegen die verschiedenen wissenschaftlichen Geräte geworfen, was eine Kettenreaktion auslöst, wodurch das gesamte Anwesen in Brand gerät. Der Doktor, Romana und Duggan schaffen es noch, eine der sieben Mona Lisas zu retten, bevor das gesamte Gebäude in Flammen aufgeht.

Wie sich herausstellt, handelt es sich bei der geretteten Mona Lisa nicht um die ursprünglich aus dem Louvre gestohlene, doch der Doktor versichert Duggan, dass niemand den Unterschied bemerken würde.

## Produktion
Autor David Fisher, welcher bereits das Drehbuch zu zwei Geschichten der 16. Staffel schrieb, wurde von Doctor-Who-Produzent Graham Williams gebeten, auch für die 17. Staffel 2 Drehbücher zur Verfügung zu stellen. Fisher verfasste zwei Drehbuchentwürfe: der erste wurde schlussendlich zum Serial The Creature from the Pit und das zweite hatte den Titel The Gamble with Time (zu deutsch Das Spiel mit der Zeit) und befasste sich damit, dass jemand das Glücksspiel in Las Vegas dazu missbrauchte, um ein Zeitreise-Experiment zu finanzieren. Williams bat Fisher, diesen Entwurf so zu überarbeiten, dass eine Parodie der Figur Bulldog Drummond darin vorkam. Nachdem Fisher einen neuen Entwurf lieferte, stellte sich heraus, dass die Dreharbeiten vor Ort in Paris und nicht Las Vegas stattfinden sollten, woraufhin der Entwurf abermals umgeschrieben werden musste. Das bedeutete unter anderem, dass K-9, der Roboterhund des Doktor, ebenfalls aus dem Drehbuch entfernt werden musste, da es für die Produktion zu teuer gewesen wäre, das Technikerteam hinter K-9 nach Paris zu fliegen.

Zu diesem Zeitpunkt war Fisher durch eine Scheidung verhindert und konnte nicht an einem Drehbuch arbeiten, woraufhin der damalige Script Editor Douglas Adams, mit Hilfe des Produzenten Graham Williams, selbst das Drehbuch umschreiben und fertigstellen musste. Nachdem das Drehbuch fertiggestellt worden war, wurde als Autor ein gewisser David Agnew gelistet – ein Pseudonym, welches bereits zuvor beim Doctor Who Serial Invasion of Time zum Einsatz kam.

## Einschaltquoten
1. City of Death – Part One – 12,4 Millionen Zuschauer
2. City of Death – Part Two – 14,1 Millionen Zuschauer
3. City of Death – Part Three – 15,4 Millionen Zuschauer
4. City of Death – Part Four – 16,1 Millionen Zuschauer

## Darsteller
- Tom Baker – Der Doktor
- Lalla Ward – Romana
- Julian Glover – Graf Scarlioni / Tancredi
- Catherine Schell – Gräfin Scarlioni
- David Graham – Dr. Kerensky
- Kevin Flood – Hermann
- Tom Chadbon – Inspektor Duggan
- Peter Halliday – Soldat
- Eleanor Bron und John Cleese – Kunstgalleriebesucher
- Pamela Stirling – Louvre Touristenführer

## Veröffentlichung
Das Serial ist eines der wenigen, zu denen es nie eine Romanveröffentlichung durch Target Books gab, da Douglas Adams jegliche Angebote ablehnte, die Rechte an seinen Drehbüchern an Target Books zu übergeben. Erst nach seinem Tod erlaubten seine Erben Gareth Roberts und James Goss Romanadaptionen seiner Drehbücher anzufertigen. So erschien am 21. Mai 2015 die Romanversion mit neuen und erweiterten Szenen zu diesem Serial.

Im April 1991 wurde das Serial zunächst in England auf Video veröffentlicht und eine DVD-Veröffentlichung folgte 2005.
In Deutschland ist das Serial nur in Form einer deutschen Übersetzung der Romanadaption von James Goss unter dem Titel Die Stadt des Todes am 9. November 2015 von Cross Cult erschienen, welches kurze Zeit später als Hörbuch von Audible, vorgelesen von Michael Schwarzmaier, veröffentlicht wurde.

## Trivia
- City of Death war das erste Serial der Serie, welches für Außenaufnahmen im Ausland aufgezeichnet wurde, in diesem Fall in Paris.
- Ein weiterer Arbeitstitel für die Geschichte war Curse of the Sephiroth (zu deutsch Fluch der Sephiroth)
- Teile der Handlung, wie auch Handlungsauszüge von Shada, wurden später in Douglas Adams Roman Der elektrische Mönch wiederverwendet.
- Douglas Adams und Regisseur Michael Hayes haben beide Cameoauftritte im Serial. Adams spielt dabei einen Besucher eines Pariser Café und Hayes einen Touristen mit einem Metallkoffer der gerade aus einem Zug in der Boissière Metro Station verlässt.